# Popperfoto

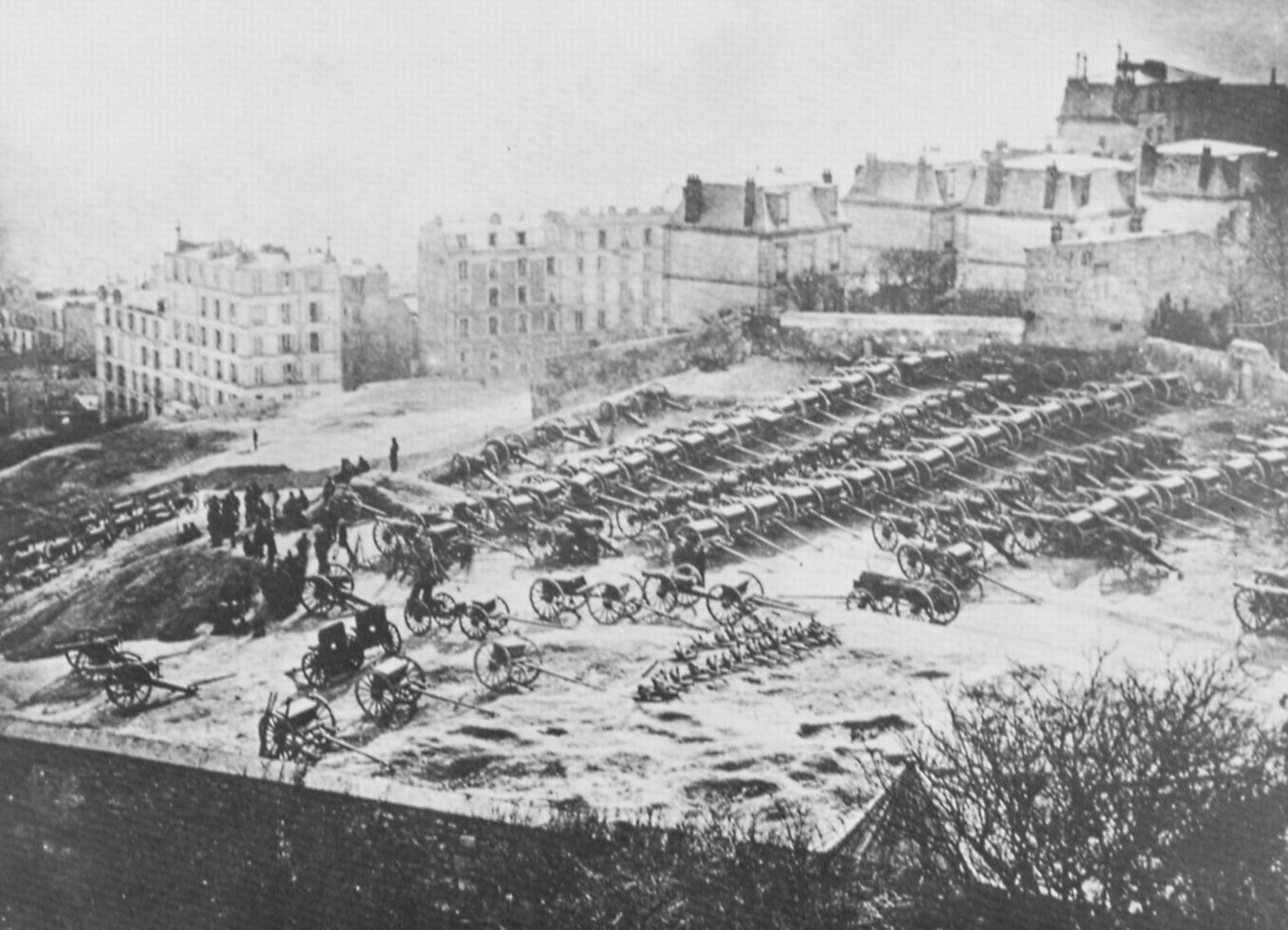
„Französischer Photograph um 1871: Der Artillerie-Park auf dem Montmartre am 1. März 1871“; zeno.org, Sammlung Popperfoto

Popperfoto ist eines der größten und ältesten Bildarchive in Europa. Es wurde 1934 von dem aus Tschechien stammenden und von Berlin nach London emigrierten jüdischen Fotojournalisten Paul Popper gegründet und umfasst mehr als 12 Millionen Schwarz-Weiß-Fotografien sowie mehr als 750.000 Farbfotos. Inhaltlich reicht die Sammlung von der Dokumentation historischer Ereignisse über Ablichtungen von Persönlichkeiten aus Politik, Sport und Unterhaltung bis hin zu Sammlungen verschiedener Themen. Zu den bedeutendsten Bildern zählen beispielsweise die Original-Negative aus dem Jahr 1910 über den vom Unglück verfolgten Antarktik-Forscher Robert Falcon Scott des Fotografen Herbert Ponting oder Farbfotografien von verschiedenen Frontverläufen während des Zweiten Weltkrieges.
2006 begann die amerikanische Bildagentur Getty Images eine Kooperation mit Popperfotos, um ab dem Folgejahr 2007 die Popper-Sammlungen gemeinsam mit den unternehmenseigenen Inhalten zu vermarkten und zu lizenzieren.